# Araneus diadematoides
Araneus diadematoides är en spindelart som beskrevs av Zhu, Tu och Hu 1988. Araneus diadematoides ingår i släktet Araneus och familjen hjulspindlar. Inga underarter finns listade i Catalogue of Life.